# Академія Стренджа
«Академія Стренджа» (англ. Strange Academy) — вигаданий навчальний заклад, що з’являється в коміксах, виданих американською компанією Marvel Comics. Заснований Доктором Стренджем з метою навчання молоді з різних світів, наділеної магічними здібностями, у сфері чаклунства та використання магічних артефактів. Вперше школа з’являється у коміксі Strange Academy #1 (березень 2020 року) та була створена сценаристом Скотті Янґом і художником Умберто Рамосом.

## Історія публікації
Strange Academy виникла після того, як сценарист і художник Marvel Скотті Янґ запропонував ідею створення серії художнику Умберто Рамосу, якого вона зацікавила. Янґ прагнув розповісти «класичну історію дорослішання, подібну до тих, що вже відомі за іншими творами». Після візиту до Нового Орлеана Янґ обрав це місто як ідеальне тло для фольклорних і магічних мотивів серії.
У січні 2022 року було оголошено, що перший том серії завершиться випуском №18, після чого планується запуск нового. Сюжет охоплює перший рік навчання в Академії та представлений у чотирьох томах, які також видані у двох збірках: перша включає томи 1 і 2. У липні 2023 року було видано четвертий том серії — Strange Academy: Finals (укр. Академія Стренджа: Підсумкові екзамени), над яким знову працювали Янґ і Рамос.

## Персонажі

### Викладачі
- Доктор Стрендж
- Доктор Вуду
- Зельма Стентон
- Старійшина
- Обачний
- Професор Емерітус Гаркнесс
- Тренер Тейлор
- Сестра Сара зі Священної гробниці
- Сеньйор Маґіко
- Доктор Дум